# Säsong 6 av Simpsons
Sjätte säsongen av Simpsons sändes ursprungligen mellan 4 september 1994 och 21 maj 1995. De två första avsnitten, show runner för säsongen var David Mirkin. Episoden A Star Is Burns orsakade så stora bråk inom produktionen att Matt Groening tog bort namnet från texterna då han såg att avsnittet var reklam för The Critic. Till den här säsongen flyttades Simpsons tillbaka till sin ursprungliga tid, på från torsdagar till söndagar. Därefter har söndagar varit den fasta sändningsdagen.
Sjätte säsongen vann en Emmy Award, och fick tre andra nomineringar. Lisa's Wedding vann en Emmy Award för "Outstanding Animated Program (for Programming One Hour or Less)". Alf Clausen blev nominerad i "Outstanding Individual Achievement in Music Composition for a Series (Dramatic Underscore)" för Treehouse of Horror V, och han och John Swartzwelder var nominerad för "Outstanding Individual Achievement in Music and Lyrics" för låten, "We Do" i, Homer the Great. Bart vs. Australia var nominerad för "Outstanding Individual Achievement in Sound Mixing for a Comedy Series or a Special".

## Lista över avsnitt
| Nr i serien | Nr i säsongen | Titel                            | Regissör             | Författare                                               | Sändningsdatum    | Produktkod |
| --- | ------------- | -------------------------------- | -------------------- | -------------------------------------------------------- | ----------------- | ---------- |
| 104 | 1             | "Bart of Darkness"               | Jim Reardon          | Dan McGrath                                              | 4 september 1994  | 1F22       |
| Springfield drabbas av värmebölja och Bart och Lisa övertalar Homer att han ska införskaffa en pool till familjen efter att de badat i Springfield Pool-Mobile. Bassängen blir populär bland Springfields ungdomar men då Bart bryter benet tvingas han stanna inne och Lisa blir populär. |               |                                  |                      |                                                          |                   |            |
| 105 | 2             | "Lisa's Rival"                   | Mark Kirkland        | Mike Scully                                              | 11 september 1994 | 1F17       |
| Allison Taylor börjar i samma klass som Lisa. Lisa blir ledsen eftersom Allison är yngre, smartare och bättre saxofonspelare än hon. Homer tar hand om ett billast socker och börjar sälja det för 1 dollar per 0,45 kg, vilket inte uppskattas av Marge. När hon ser Allisons diorama till skoltävlingen tar hon hjälp av Bart för att sabba hennes vinstchanser. Gästskådespelare: Winona Ryder. |               |                                  |                      |                                                          |                   |            |
| 106 | 3             | "Another Simpsons Clip Show"     | David Silverman      | Jon Vitti                                                | 25 september 1994 | 2F33       |
| När Marge läser The Bridges of Madison County frågar hon Homer om de tappat bort romantiken. Nästa dag då barnen ser ett ihopklippt avsnitt av Itchy & Scratchy bestämmer sig Marge för att prata om kärlek med barnen och hela familjen berättar romantiska minnen, men de kommer inte på några lyckliga minnen. Gästskådespelare: A. Brooks, Jon Lovitz, Kelsey Grammer, Marcia Wallace, Michelle Pfeiffer, Phil Hartman och Sara Gilbert. |               |                                  |                      |                                                          |                   |            |
| 107 | 4             | "Itchy & Scratchy Land"          | Wes Archer           | John Swartzwelder                                        | 2 oktober 1994    | 2F01       |
| Bart och Lisa övertalar Marge och Homer att de ska resa till Itchy & Scratchy Land. Marge skäms under hela besöket och Homer och Bart grips av säkerhetsväktarna. När de släpps ut ur häktet har resten av nöjesparkens personal och besökare flytt från parken då robotarna har fått kortslutning. |               |                                  |                      |                                                          |                   |            |
| 108 | 5             | "Sideshow Bob Roberts"           | Mark Kirkland        | Bill Oakley & Josh Weinstein                             | 9 oktober 1994    | 2F02       |
| Radiopratare, Birch Barlow får ett telefonsamtal från Sideshow Bob och lyckas frige honom trots protester av Springfields invånare eftersom han lovat inte utgöra något hot mot Bart. Sideshow Bob ställer upp i borgmästarvalet för Republikanska partiet och vinner med 100% av rösterna. Efter att familjen vräks för bygget av Matlock Expressway börjar Lisa misstänka valfusk och tar hjälp av Bart. Gästskådespelare: Dr. Demento, Kelsey Grammer, Larry King, Marcia Wallace och Phil Hartman. |               |                                  |                      |                                                          |                   |            |
| 109 | 6             | "Treehouse of Horror V"          | Jim Reardon          | Bob Kushell, Dan McGrath, David S. Cohen & Greg Daniels  | 30 oktober 1994   | 2F03       |
| Marge påminner tittarna att detta avsnitt är skrämmande, men får reda på att programmet utgår. Bart och Homer tar då över sändningen. The Shinning - Familjen Simpsons vaktar Mr. Burns hus medan han är på semester. Mr. Burns kapar av husets kabel-tv och tar bort all öl vilket gör Homer tokig, och han försöker döda sin fru och barn. Time and Punishment - Då Homer reparerar brödrosten förvandlar han den till en tidsmaskin. Under sin tidresa förändrar han historien och måste försöka återställa den, men det blir bara värre. Nightmare Cafeteria - På Springfield Elementary bestämmer de sig för att äta upp alla som hamnar i kvarsittningen då kvalitén på skolmaten är för dålig. Gästskådespelare: James Earl Boggins Jones (James Earl Jones) och Macabre Marcia Wallace (Marcia Wallace). |               |                                  |                      |                                                          |                   |            |
| 110 | 7             | "Bart's Girlfriend"              | Susie Dietter        | Jonathan Collier                                         | 6 november 1994   | 2F04       |
| Bart blir förälskad i Jessica Lovejoy, men hon visar inget intresse och Bart försöker förbättra sig då han vet att de är för olika, med det visar sig att Jessica Lovejoy älskar att Bart är rutten och det visar sig att hon också är en busflicka. Gästskådespelare: Meryl Streep. |               |                                  |                      |                                                          |                   |            |
| 111 | 8             | "Lisa on Ice"                    | Bob Anderson         | Mike Scully                                              | 13 november 1994  | 2F05       |
| Lisa får reda på att hon kommer att bli underkänd i idrott om hon inte börjar med en sport på fritiden. Efter att hon testat flera sporter visar det sig att hon är duktig på ishockey precis som Bart. Homer får svårt att välja vem han gillar bäst och låter deras resultat i ishockeyn avgöra. Gästskådespelare: Marcia Wallace. |               |                                  |                      |                                                          |                   |            |
| 112 | 9             | "Homer Badman"                   | Jeffrey Lynch        | Greg Daniels                                             | 27 november 1994  | 2F06       |
| Homer vinner biljetter till godismässan och Ashley Grant passar barnen. Då Homer skjutsar henne hem upptäcker han att det fastnat ett vingummi av Venus de Milo på hennes bak och då han rycker loss det blir han anklagad för sexuella trakasserier. Homer försöker tillsammans med sin familj rentvå sig från ryktet. Gästskådespelare: Dennis Franz. |               |                                  |                      |                                                          |                   |            |
| 113 | 10            | "Grampa vs. Sexual Inadequacy"   | Wes Archer           | Bill Oakley & Josh Weinstein                             | 4 december 1994   | 2F07       |
| För att förbättra Homers och Marges sexliv köper de en ljudbok om romantik av Paul Harvey. Då ljudboken inte hjälper berättar Abe om en mirakeldryck som höjer potensen. Homer börjar tillsammans med Abe marknadsföra drycken och bestämmer sig för att bli en bättre fader. Bart övertygar flera av sina kompisar att de vuxna förbereder en rymdinvasion då de vuxna undviker dem och stänger in sig för att idka umgänge (som ett resultat av potensdrycken). Gästskådespelare: Phil Hartman. |               |                                  |                      |                                                          |                   |            |
| 114 | 11            | "Fear of Flying"                 | Mark Kirkland        | David Sacks                                              | 18 december 1994  | 2F08       |
| Då Homer blir bannad från Moe's Tavern söker han sig till andra barer. Han börjar dricka på "The Little Black Box", baren för piloter. Hans besök leder till katastrofer för flygbolagen och han får en gratis resa för hela familjen. I flygplanet får Marge panik och resan ställs in. Marge börjar gå i terapi efter att man kommit fram till att hon är flygrädd. Gästskådespelare: Anne Bancroft, George Wendt, John Ratzenberger, Rhea Perlman, Ted Danson och Woody Harrelson. |               |                                  |                      |                                                          |                   |            |
| 115 | 12            | "Homer the Great"                | Jim Reardon          | John Swartzwelder                                        | 8 januari 1995    | 2F09       |
| Homer upptäcker att Lenny och Carl får massor av privilegier som han inte har och följer efter dem. Han upptäcker orden Stenhuggarna och gör allt för att gå med, det visar sig att han är deras utvalda. Gästskådespelare: Patrick Stewart. |               |                                  |                      |                                                          |                   |            |
| 116 | 13            | "And Maggie Makes Three"         | Swinton O. Scott III | Jennifer Crittenden                                      | 22 januari 1995   | 2F10       |
| Marge vill att familjen umgås mera. Då familjen tittar i fotoalbumet upptäcker Lisa att det saknas bilder på Maggie. Homer berättar då om livet kring Maggies födelse, hur han slutade på kärnkraftverket och började jobba på Barney's Bowl-A-Rama, samtidigt som han gjorde Marge gravid. |               |                                  |                      |                                                          |                   |            |
| 117 | 14            | "Bart's Comet"                   | Bob Anderson         | John Swartzwelder                                        | 5 februari 1995   | 2F11       |
| Bart tillverkar en väderballong, föreställande Seymour Skinner. Som straff måste han gå upp tidigt för att hjälpa honom göra observationer av rymden. Bart upptäcker då en komet, som visar sig ligga på kollisionskurs med Springfield. Stadens forskare samlas för att förstöra kometen, men misslyckas. |               |                                  |                      |                                                          |                   |            |
| 118 | 15            | "Homie the Clown"                | David Silverman      | John Swartzwelder                                        | 12 februari 1995  | 2F12       |
| Krusty är nära konkurs och hans agenter startar en clownskola, som utför uppdrag åt Krusty föreställande honom. Homer övertalas omedvetet att börja i clownskolan, men tröttnar snabbt. Men då han råkar bli förväxlad med riktiga Krusty får han högre status. Gästskådespelare: Dick Cavett, Joe Mantegna och Johnny Unitas. |               |                                  |                      |                                                          |                   |            |
| 119 | 16            | "Bart vs. Australia"             | Wes Archer           | Bill Oakley & Josh Weinstein                             | 19 februari 1995  | 2F13       |
| Lisa förklarar för Bart om corioliseffekten. Han börjar då ringa utlandssamtal, då familjen får en hög telefonräkning ringer han ett BA-samtal till Australien. Bart blir anklagad för missbruk av tjänsten och blir åtalad i Australien. Familjen reser dit för att reda ut situationen. Gästskådespelare: Phil Hartman |               |                                  |                      |                                                          |                   |            |
| 120 | 17            | "Homer vs. Patty and Selma"      | Mark Kirkland        | Brent Forrester                                          | 26 februari 1995  | 2F14       |
| Homer satsar familjens besparingar i pumpor i hopp om att värdet skall öka efter halloween. Homer lånar då pengar av Patty och Selma och tvingas lyda deras minsta vink för att de inte ska tala om det för Marge. Bart kommer sist till skolans gymnastikval och blir tvingad att börja på balett, något som han inte uppskattar. Gästskådespelare: Mel Brooks och Susan Sarandon. |               |                                  |                      |                                                          |                   |            |
| 121 | 18            | "A Star Is Burns"                | Susie Dietter        | Ken Keeler                                               | 5 mars 1995       | 2F31       |
| Då Springfield förlorar turister anordnar Marge en filmfestival med Jay Sherman som huvuddomare. Mr. Burns mutar nästan hela juryn då han till varje pris vill vinna. Homer blir avundsjuk på Jay så Marge låter honom ingå i juryn. Gästskådespelare: Jon Lovitz, Maurice LaMarche och Phil Hartman. |               |                                  |                      |                                                          |                   |            |
| 122 | 19            | "Lisa's Wedding"                 | Jim Reardon          | Greg Daniels                                             | 19 mars 1995      | 2F15       |
| Familjen besöker medeltidsmässan Knight Battle To-Daye där Lisa träffar en spågumma och får reda på vem som blir hennes första kärlek. Hon spås bli förälskad i Hugh Parkfield under sin tid på college. Hon träffar hans familj och de förlovar sig, de reser till Springfield där han träffar Lisas familj och förbereder bröllopet. Gästskådespelare: Mandy Patinkin och Phil Hartman. |               |                                  |                      |                                                          |                   |            |
| 123 | 20            | "Two Dozen and One Greyhounds"   | Bob Anderson         | Mike Scully                                              | 9 april 1995      | 2F18       |
| Santa's Little Helper är överstimulerad men blir lugnare då han blir förälskad i en tik och tillsammans får de tjugofem valpar. Valparna skapar bara problem och familjen måste sälja valparna, då valparna inte vill skiljas från varandra får de problem, Mr. Burns bestämmer sig för att stjäla valparna då familjen inte vill sälja dem till honom. Mr. Burns planerar att göra en frack av deras pälsar. Gästskådespelare: Frank Welker. |               |                                  |                      |                                                          |                   |            |
| 124 | 21            | "The PTA Disbands"               | Swinton O. Scott III | Jennifer Crittenden                                      | 16 april 1995     | 2F19       |
| Lärarna på Springfield Elementary strejkar, och Bart gör allt för att den skall förlängas, vilket leder till att Lisa blir understimulerad då hon inte får undervisning. Då strejken blir långvarig bestämmer sig föräldraföreningen att ta över rollen som lärare. Gästskådespelare: Marcia Wallace. |               |                                  |                      |                                                          |                   |            |
| 125 | 22            | "'Round Springfield"             | Steven Dean Moore    | Al Jean, Jeffrey Ventimilia, Joshua Sternin & Mike Reiss | 30 april 1995     | 2F32       |
| Bart blir sjuk men ingen förutom Lisa tror honom. Det visar sig senare att han måste operera bort blindtarmen, då han ätit en metallflinga i Krustysflingor. På sjukhuset träffar Lisa på Bleeding Gums Murphy och han ger henne sin saxofon. Hon blir hyllad på skolkonserten och då hon skall berätta det för Bleeding Gums Murphy visar det sig att han avlidit. Gästskådespelare: Marcia Wallace, Phil Hartman, Ron Taylor och Steve Allen. |               |                                  |                      |                                                          |                   |            |
| 126 | 23            | "The Springfield Connection"     | Mark Kirkland        | Jonathan Collier                                         | 7 maj 1995        | 2F21       |
| Efter att Marge följt efter Snake och lyckas slå honom medvetslös bestämmer hon sig för att börja som polis. Efter att hon klarat polisskolan börjar hon patrullera och ändrar sin livsstil, något som varken familjen eller vännerna gillar. Gästskådespelare: Marcia Wallace och Phil Hartman. |               |                                  |                      |                                                          |                   |            |
| 127 | 24            | "Lemon of Troy"                  | Jim Reardon          | Brent Forrester                                          | 14 maj 1995       | 2F22       |
| Marge förklarar för barnen att de måste vara stolta över Springfield efter att hon sett Bart förstöra stadens egendom. Stadens stolthet bland barnen, citronträdet, blir stulet av ungdomarna i Shelbyville och Bart samlar ihop sina vänner för att ta tillbaka trädet. Gästskådespelare: Marcia Wallace. |               |                                  |                      |                                                          |                   |            |
| 128 | 25            | "Who Shot Mr. Burns? (Part One)" | Jeffrey Lynch        | Bill Oakley & Josh Weinstein                             | 21 maj 1995       | 2F16       |
| En rik oljekälla upptäcks under Springfield Elementary och man försöker fundera ut vad den nya inkomsten skall gå till. Mr. Burns bestämmer sig för att tappa upp oljekällan först och planerar även att gömma solen så att alla ska använda hans elektricitet dygnet runt, något som inte invånarna i Springfield gillar. Gästskådespelare: Tito Puente. |               |                                  |                      |                                                          |                   |            |

## Hemvideoutgivningar
Säsongen släpptes av 20th Century Fox på DVD i USA och Kanada den 16 augusti 2005, i en box formad som Homers ansikte, följt av 24 september i Storbritannien, och 17 oktober 2005 i Australien. Den 26 juni 2007 släpptes säsongen i en vanlig box i region 1.
DVD-utgåvan innehåller samtliga avsnitt och bonus material för alla avsnitt som kommentarer och borttagna scener. Fodralet för de första upplagorna var ett plastfodral, bestående av Homer's ansikte, efter protester från fansen gjordes ett vanligt fodral med utseende inspirerat från "Who Shot Mr. Burns?". I USA kunde man få det vanliga fodralet utan kostnad som tillval. I Storbritannien lanserades platsfodralet som en begränsad upplaga med endast 5000 exemplar. Därefter har samtliga säsonger släppts i båda versionerna.
| The Complete Sixth Season (Region 1) | | | |
| Detaljer | Detaljer | Detaljer | Extra material |
| - 25 avsnitt - 4-disk - 4:3 - Språk: - Engelska (Dolby Digital 5.1, med undertexter) - Spanska (Dolby Digital 2.0 Stereo, med undertexter) - Franska (Dolby Digital 2.0 Stereo) | - 25 avsnitt - 4-disk - 4:3 - Språk: - Engelska (Dolby Digital 5.1, med undertexter) - Spanska (Dolby Digital 2.0 Stereo, med undertexter) - Franska (Dolby Digital 2.0 Stereo) | - 25 avsnitt - 4-disk - 4:3 - Språk: - Engelska (Dolby Digital 5.1, med undertexter) - Spanska (Dolby Digital 2.0 Stereo, med undertexter) - Franska (Dolby Digital 2.0 Stereo) | - Kommentar som tillval för samtliga episoder - Introduktion från Matt Groening - Animationer - Skisskommentarer - 58 borttagna scener med kommentarer som tillval - Galleri - "Who Shot Mr Burns" - Reklamfilmer - "Springfields Most Wanted" - The Simpsons-flygplan - Introduktion av James L. Brooks |
| Releasedatum | | | - Kommentar som tillval för samtliga episoder - Introduktion från Matt Groening - Animationer - Skisskommentarer - 58 borttagna scener med kommentarer som tillval - Galleri - "Who Shot Mr Burns" - Reklamfilmer - "Springfields Most Wanted" - The Simpsons-flygplan - Introduktion av James L. Brooks |
| Region 1 | Storbritannien | Australien | - Kommentar som tillval för samtliga episoder - Introduktion från Matt Groening - Animationer - Skisskommentarer - 58 borttagna scener med kommentarer som tillval - Galleri - "Who Shot Mr Burns" - Reklamfilmer - "Springfields Most Wanted" - The Simpsons-flygplan - Introduktion av James L. Brooks |
| 16 augusti 2005 | 17 oktober 2005 | 24 september 2005 | - Kommentar som tillval för samtliga episoder - Introduktion från Matt Groening - Animationer - Skisskommentarer - 58 borttagna scener med kommentarer som tillval - Galleri - "Who Shot Mr Burns" - Reklamfilmer - "Springfields Most Wanted" - The Simpsons-flygplan - Introduktion av James L. Brooks |